# Ajtony
Ajtony, Ahtum o Achtum (in ungherese Ajtony; in bulgaro Охтум?, Ohtum; in romeno Ahtum; in serbo Ахтум?, Ahtum; fl. XI secolo), fu un sovrano dell'inizio dell'XI secolo attivo nel Banato, una regione storica nell'attuale Romania e Serbia.
La fonte principale che riferisce dettagli sulla sua persona è la Legenda maior S. Gerardi, un'agiografia relativa a Gerardo di Sagredo del XIV secolo. Ajtony era un potente sovrano che possedeva molti cavalli, bovini e pecore e che fu battezzato secondo il rito ortodosso a Vidin. Quando scelse di tassare il sale che veniva trasferito al re Stefano I d'Ungheria sul fiume Mureș, il sovrano magiaro inviò Csanád, che in passato aveva servito in veste di comandante supremo per conto di Ajtony, contro di lui alla guida di un grande esercito. Csanád sconfisse e uccise Ajtony, occupando il suo regno. Nel territorio assoggettato vennero stabiliti almeno un comitato e una diocesi cattolica.
Gli storici non concordano sull'anno in cui avvenne la sconfitta di Ajtony; le ricostruzioni principali tendono a ipotizzare che ciò ebbe luogo nel 1002, 1008 o tra il 1027 e il 1030. Anche la sua etnia resta oggetto di dibattito a livello storiografico, con gli autori che ipotizzano fosse ungherese, cabaro, pecenego o rumeno. Nella storiografia rumena Ajtony è considerato l'ultimo membro di una famiglia regnante rumena fondata da Glad, signore del Banato intorno al 900 secondo le Gesta Hungarorum.

## Contesto storico
Gli Ungari, che avevano vissuto per decenni nelle steppe pontiche, invasero il bacino dei Carpazi a seguito di una sconfitta da loro riportata contro una coalizione di Bulgari e Peceneghi intorno all'895 d.C. L'imperatore bizantino Costantino VII Porfirogenito, autore di un prezioso scritto intitolato De administrando imperio, riferì che le sette tribù magiare diedero vita a una confederazione con i Cabari. Sebbene questi ultimi avessero originariamente vissuto nel khaganato cazaro, essi si ribellarono all'autorità centrale e, non essendo riusciti nell'intento, si unirono ai Magiari nella steppa del Ponto.
Secondo il cronista e chierico Regino di Prüm, Costantino Porfirogenito e altre fonti contemporanee, i Magiari combatterono i Bavaresi, i Bulgari, i Carinzi, i Franchi Orientali e i Moravi nel bacino dei Carpazi. Tra gli oppositori dei combattenti ungari le fonti prima menzionate riferirono che molti governanti locali, tra cui Svatopluk I di Moravia, Liutpoldo di Baviera e Braslav di Croazia. Le Gesta Hungarorum, la prima cronaca ungherese a noi sopravvissuta e scritta dopo il 1150, menzionava invece Glad, signore delle terre tra il Danubio e il fiume Mureș (il territorio è anche conosciuto come Banato, a cavallo tra Serbia e Romania) e altri governanti locali non riferiti dalle fonti precedenti. Pertanto, la credibilità dei resoconti forniti dalle Gesta resta oggetto di dibattito accademico. Sebbene Vlad Georgescu, Ioan-Aurel Pop e altri storici descrivano Glad come uno dei sovrani rumeni locali che tentò di resistere agli invasori ungheresi, altri studiosi, tra cui Pál Engel e György Györffy, lo considerano una delle decine di «figure immaginarie» inventate dall'anonimo autore delle Gesta come nemici nella conquista ungherese del bacino dei Carpazi.
Costantino Porfirogenito identificò «l'intero insediamento della Turchia» (Ungheria) con i bacini di cinque fiumi, ovvero il Criș, il Mureș, il Timiș, il Tibisco e il non meglio identificato «Toutis». Intorno al 950, è possibile che la terra a est del Tibisco era governata dagli Ungari a quel tempo. L'imperatore avrebbe ricevuto delle informazioni sulla situazione politica del bacino dei Carpazi dell'epoca da Termatzus, Bulcsú e Gylas, tre capi magiari che visitarono Costantinopoli durante la metà del X secolo. Secondo lo storico romeo Giovanni Scilitze, Bulcsú e Gylas accettarono il sacramento del battesimo durante la loro visita. Bulcsú, testimoniava Scilitze, ancora una volta «violò il suo contratto con Dio e spesso invase» l'impero bizantino; al contrario, Gylas, «rimase fedele al cristianesimo» e non eseguì ulteriori incursioni contro Costantinopoli. Scilitze menzionò anche un monaco greco, Ieroteo, che fu ordinato vescovo per gli Ungari. Ieroteo accompagnò Gylas in Ungheria e «convertì molti dall'errore barbarico al cristianesimo». La maggior parte delle monete bizantine del X secolo e degli artefatti sono stati portati alla luce intorno alla confluenza del Tibisco e del Mureș, in particolare nel Banato. Tudor Sălăgean, Florin Curta e altri storici affermano che le terre di Gylas dovevano trovarsi in questi territori, ma la loro teoria non è universalmente accettata.
A differenza di Gylas, che scelse di abbracciare la fede ortodossa, Géza optò per il cattolicesimo e un chierico del Sacro Romano Impero (secondo la maggior parte degli studiosi, Bruno dell'Abbazia di San Gallo) lo battezzò negli anni 970. Tietmaro di Merseburgo e altri autori dell'XI secolo hanno rimarcato la crudeltà e la durezza del dominio di Géza, lasciando intendere che l'unificazione delle terre dei capi ungheresi iniziò sotto lui. A Géza successe suo figlio, Stefano, che fu incoronato primo storico re d'Ungheria nel 1000 o 1001.

## Nelle fonti primarie

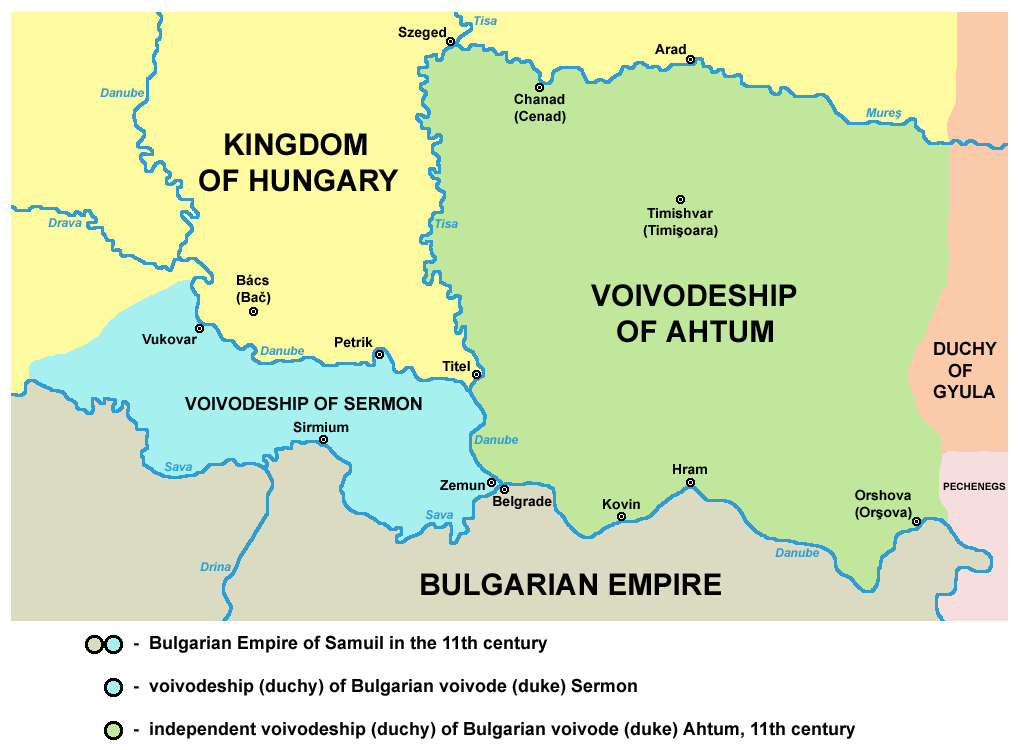
Il regno di Ajtony, a nord della Bulgaria

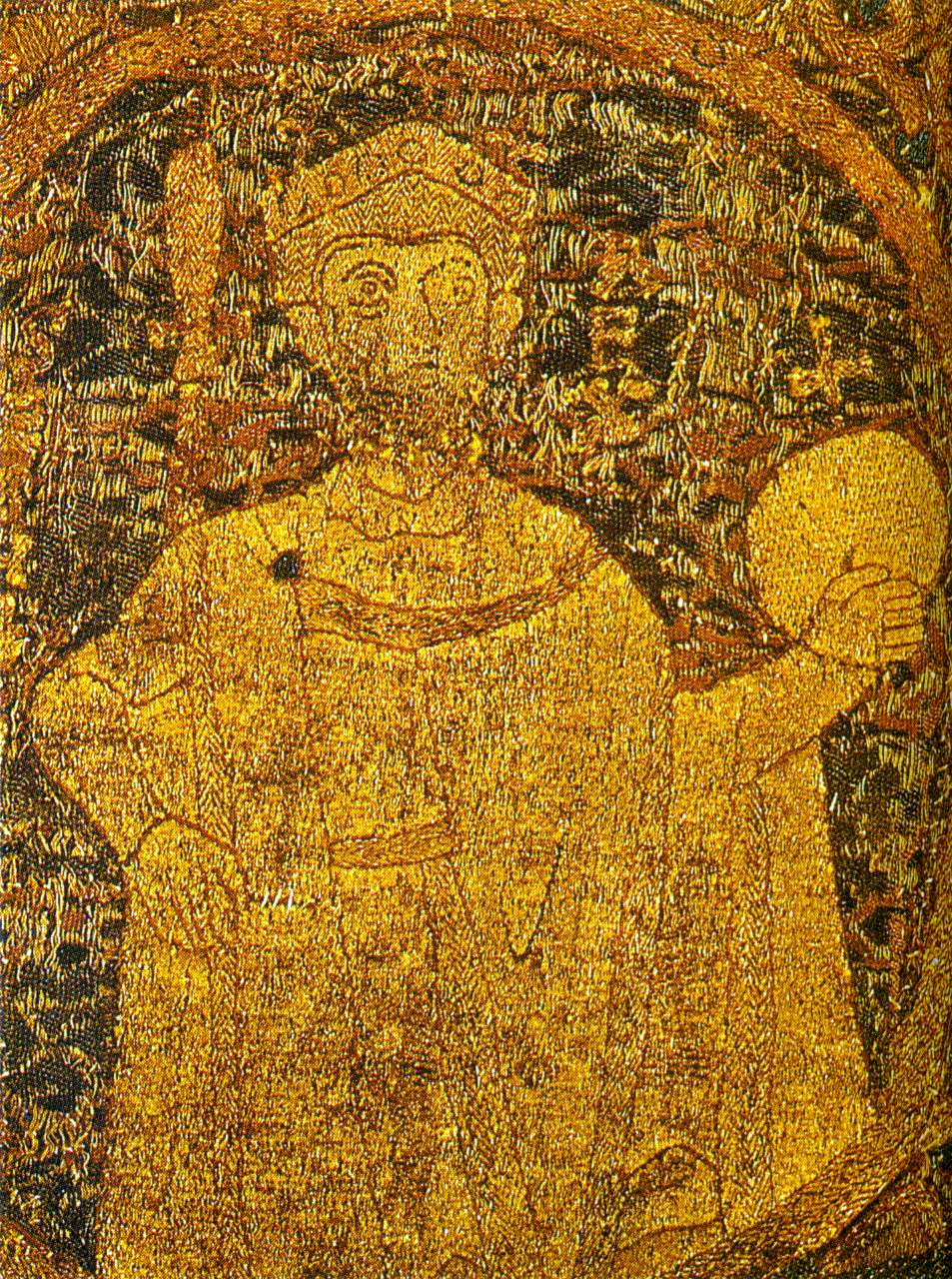
Stefano I d'Ungheria, il cui esercito conquistò il regno di Ajtony, sul drappo dell'incoronazione ungherese (realizzato nel 1031)

La principale fonte relativa alla vita di Ajtony è la Legenda maior S. Gerardi, compilata sulla base di una serie di scritti precedenti all'inizio del XIV secolo. Secondo gli storici moderni (tra cui Carlile Aylmer Macartney e Florin Curta), tutte le informazioni relative ad Ajtony contenute nella Legenda maior si basavano su una ballata incentrata sulle eroiche gesta di Csanád, in passato comandante in capo per conto di Ajtony, in quanto una versione più breve della biografia del vescovo Gerardo di Sagredo non menziona Ajtony. La maggioranza degli storici concorda sul fatto che la ballata fu composta poco dopo la morte di Ajtony. Oltre alla Legenda maior, Ajtony è altresì menzionato nelle Gesta Hungarorum, una cronaca scritta in Ungheria dopo il 1150 circa. Secondo le Gesta, Ajtony discendeva da Glad, definito nella stessa fonte signore del Banato; tuttavia, la credibilità di questo resoconto è messa in dubbio. In un sermone del 1499, il francescano Osvát Laskai scrisse che Ajtony era della regione di Nyírség, ma non esistono prove le quali indichino che Laskai conoscesse il suo luogo di nascita.
Il nome di Ajtony, riportato nelle fonti più antiche come «Ohtun» o «Achtum», è di origine turca. Secondo il linguista Loránd Benkő, il suo nome ha dei collegamenti con il termine turco che sta per "dorato" (altun) e che poi ha subito un mutamento in ungherese. Anche i toponimi richiamano il nobile, se si pensa a un'abbazia chiamata Ahtunmonustura (monastero di Ajtony) e situata nel comitato di Csanád, un villaggio (Ahthon) del comitato di Krassó-Szörény e un insediamento chiamato Aiton oggi compreso nel territorio della Romania.
Secondo la Legenda maior, i domini posseduti da Ajtony si trovavano a ridosso della roccaforte del Mureș (urbs Morisena). Il suo regno si estendeva dal Criș a nord al Danubio a sud, e dal Tibisco a ovest fino alla Transilvania a est. Ajtony era un ricco sovrano che possedeva cavalli, bovini e pecore, ed era abbastanza potente da stabilire delle dogane e collocare delle sentinelle lungo il Mureș; inoltre, è noto che fissò una tassa per il sale che veniva venduto a Stefano I d'Ungheria tramite il corso d'acqua.
Pagano fin dalla nascita, Ajtony fu battezzato secondo il rito greco a Vidin, una città bulgara. Poco dopo il suo battesimo, fondò un monastero per monaci greci nella sua sede dedicata a Giovanni Battista. Ajtony rimase poligamo, avendo infatti sposato sette mogli dopo il suo battesimo. Nella Legenda maior si riferisce che Ajtony «doveva il potere ai greci», lasciando intendere che dovette accettare la sovranità dell'imperatore bizantino.
Il comandante in capo di Ajtony era Csanád, descritto nelle Gesta Hungarorum come il «figlio di Doboka e nipote» di re Stefano. Accusato di aver cospirato contro Ajtony, Csanád cercò rifugio da Stefano; desideroso di appropriarsi di quelle terre e di non pagare più i dazi imposti sul sale, il re si preparò a sottomettere il regno di Ajtony, nominando Csanád nel ruolo di comandante di un grande esercito. Dopo aver attraversato il Tibisco, l'esercito reale ingaggiò le truppe di Ajtony, ma fu costretto a ritirarsi. A seguito di una seconda lotta, l'esercito di Stefano sbaragliò le truppe di Ajtony vicino alla moderna Banatsko Aranđelovo, nella municipalità di Novi Kneževac, o a Tomnatic. Pare che Csanád uccise Ajtony, ma è incerto se ciò avvenne sul campo di battaglia, come sostiene la Legenda maior, o nella sua roccaforte sul Mureș, come riferiscono le Gesta Hungarorum. Nella Legenda Maior, si narra che Csanád tagliò la lingua ad Ajtony dopo la sua morte al fine di disporre di una prova che testimoniasse la sua uccisione, smascherando inoltre Gyula, che si era preso il merito dell'azione in presenza di Stefano. L'archeologo István Erdélyi ha affermato che il tesoro di Sânnicolau Mare, scavato vicino ai luoghi amministrati da Ajtony, andrebbe ricondotto al sovrano; tuttavia, il suo punto di vista non è stato accettato da ogni studioso.
Il re Stefano concesse feudi molto vasti a Csanád nelle terre che Ajtony aveva governato. La roccaforte di Ajtony, oggi conosciuta come Cenad (in ungherese Csanád), deve il nome al comandante di Stefano. Il re nominò inoltre Csanád come capo o Ispán (una carica amministrativa) del comitato composto dal vecchio regno di Ajtony. Stefano fondò una diocesi cattolica a Cenad, con il monaco veneziano Gerardo come primo vescovo. I monaci greci di Cenad furono trasferiti in un nuovo monastero costruito da Csanád a Banatsko Aranđelovo. I discendenti di Ajtony possedettero alcuni territori nella regione, circostanza la quale implica che re Stefano non aveva confiscato tutto il dominio del suo predecessore.

## Nella storiografia moderna

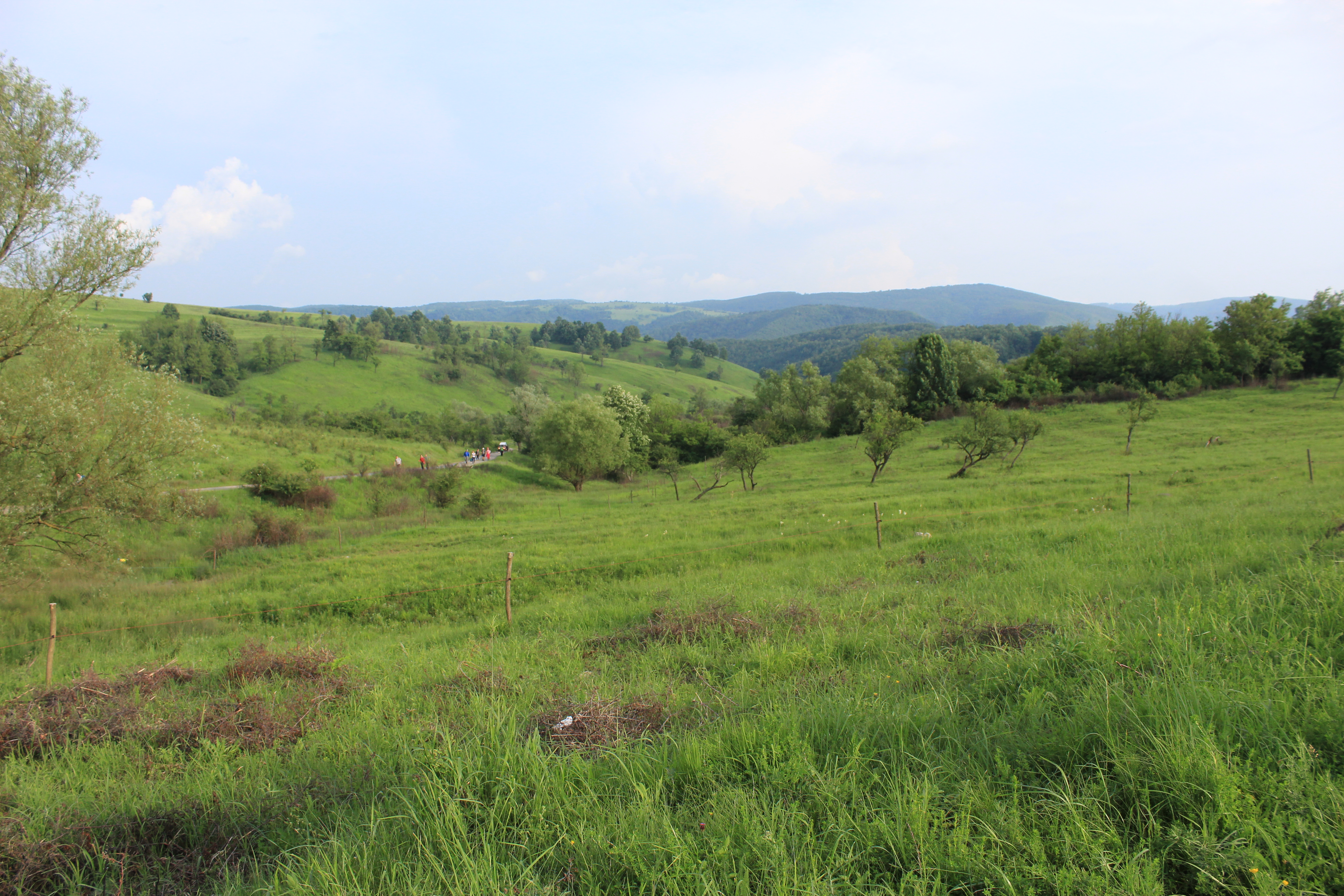
Panorama nel Banato, ipotetica regione di provenienza di Ajtony

L'etnia di Ajtony resta oggetto di dibattito. Lo storico Paul Stephenson lo ritiene un capo magiaro, mentre László Makkai lo considera di origine cabara e che il suo nome turco potrebbe implicare un suo collegamento con il mondo pecenego. Nella storiografia rumena, Ajtony viene considerato l'ultimo membro di una dinastia rumena che discendeva da Glad; lo storico Alexandru Madgearu scrisse che il nome latino della sede di Ajtony (urbs Morisena) conservava una forma rumena.
Anche la data della sottomissione e della caduta di Ajtony appare incerta. I suoi stretti contatti con l'impero bizantino, incluso il suo battesimo secondo il «rito greco» a Vidin, dimostrano che regnò dopo che l'imperatore bizantino Basilio II sottrasse Vidin ai Bulgari nel 1002. Il conflitto tra Ajtony e re Stefano deve essere avvenuto prima che il re nominasse Gerardo primo vescovo di Csanád nel 1030. Alexandru Madgearu, che definì Ajtony un alleato di Samuele di Bulgaria piuttosto che dell'imperatore Basilio II, ha sostenuto che l'esercito di Stefano I occupò il regno di Ajtony in contemporanea con la conquista di Vidin da parte di Basilio II nel 1002. Makkai ha indicato come anno di conquista del regno di Ajtony il 1008. Secondo Pop, Stefano I decise di invadere il Banato dopo un'incursione pecenega avvenuta il 1027 contro i romei e la morte dell'imperatore Costantino VIII l'anno successivo. Pop si è dimostrato d'accordo con chi ha ritenuto che il vecchio ducato di Ajtony non finì completamente incorporato nel regno d'Ungheria se non nel XIII secolo, poiché i frequenti conflitti interni avevano consentito ai rumeni di preservare il concetto di «paese rumeno». Curta ha rifiutato del tutto il resoconto fornito dalla Legenda maior di Ajtony, definendolo una «leggenda di famiglia» tratta da un'agiografia del XIV secolo.

### Fonti primarie
- Anonimo notaio di re Béla, Gesta Hungarorum, traduzione di Martyn Rady e László Veszprémy, CEU Press, 2010, ISBN 978-963-9776-95-1.
- (EN) Costantino Porfirogenito, De administrando imperio, a cura di Gyula Moravcsik, traduzione di Romillyi J. H. Jenkins, Dumbarton Oaks Center for Byzantine Studies, 1967, ISBN 0-88402-021-5.
- (EN) Giovanni Scilitze, A Synopsis of Byzantine History, 811-1057, traduzione di John Wortley, Cambridge University Press, 2010, ISBN 978-0-521-76705-7.

### Fonti secondarie
- (EN) Nora Berend, Przemyslaw Urbańczyk e Przemyslaw Wiszewski, Central Europe in the High Middle Ages: Bohemia, Hungary and Poland, c.900-c.1300, Cambridge University Press, 2013, ISBN 978-05-21-78156-5.
- (EN) István Bóna, The Hungarian–Slav Period (895-1172), in History of Transylvania, Akadémiai Kiadó, 1994,  pp. 109-177, ISBN 963-05-6703-2.
- (EN) Florin Curta, Transylvania around A.D 1000, in Europe around the Year 1000, Wydawn, 2001,  pp. 141-165, ISBN 83-7181-211-6.
- (EN) Florin Curta, Southeastern Europe in the Middle Ages, 500-1250, Cambridge, Cambridge University Press, 2006, ISBN 978-0-511-81563-8.
- (EN) Dennis Deletant, Ethnos and Mythos in the History of Transylvania: the case of the chronicler Anonymus, in Historians and the History of Transylvania, Boulder, 1992,  pp. 67-85, ISBN 0-88033-229-8.
- (EN) Pál Engel, The Realm of St Stephen: A History of Medieval Hungary, 895-1526, I.B. Tauris Publishers, 2001, ISBN 1-86064-061-3.
- (EN) Vlad Georgescu, The Romanians: A History, Ohio State University Press, 1991, ISBN 0-8142-0511-9.
- (HU) György Györffy, Az Árpád-kori Magyarország történeti földrajza, I: Abaújvár, Arad, Árva, Bács, Baranya, Bars, Békés, Bereg, Beszterce, Bihar, Bodrog, Borsod, Brassó, Csanád és Csongrád megye [Geografia Storica dell'Ungheria degli Arpadi, Volume I: Le Contee di Abaújvár, Arad, Árva, Bács, Baranya, Bars, Békés, Bereg, Beszterce, Bihar, Bodrog, Borsod, Brassó, Csanád e Csongrád], Akadémiai Kiadó, ISBN 963-05-4200-5.
- (HU) György Györffy, Az Árpád-kori Magyarország történeti földrajza, III: Heves, Hont, Hunyad, Keve, Kolozs, Komárom, Krassó, Kraszna, Küküllő megye és Kunság [Geografia Storica dell'Ungheria degli Arpadi, Volume III: Le Contee di Heves, Hont, Hunyad, Keve, Kolozs, Komárom, Krassó, Kraszna e Küküllő, e la Cumania], Akadémiai Kiadó, ISBN 963-05-3613-7.
- (HU) György Györffy, Anonymus: Rejtély vagy történeti forrás [Anonimo: Un Enigma o una Fonte storica], Akadémiai Kiadó, 1988, ISBN 963-05-4868-2.
- (HU) György Györffy, István király és műve [Re Stefano e il suo operato], Balassi Kiadó, 2000.
- (EN) Gábor Hosszú, Heritage of Scribes: The Relation of Rovas Scripts to Eurasian Writing Systems, Dr Gábor Hosszú, 2012, ISBN 978-96-38-84374-6.
- (EN) C.A. Macartney, The Medieval Hungarian Historians: A Critical & Analytical Guide, Cambridge University Press, ISBN 978-0-521-08051-4.
- (EN) Alexandru Madgearu, The Romanians in the Anonymous Gesta Hungarorum: Truth and Fiction, Romanian Cultural Institute, Center for Transylvanian Studies, 2005, ISBN 973-7784-01-4.
- (EN) Ioan-Aurel Pop, Romanians and Hungarians from the 9th to the 14th Century: The Genesis of the Transylvanian Medieval State, Centrul de Studii Transilvane, Fundaţia Culturală Română, 1996, ISBN 973-577-037-7.
- (EN) Tudor Sălăgean, Romanian Society in the Early Middle Ages (9th-14th Centuries AD), in History of Romania: Compendium, Romanian Cultural Institute (Center for Transylvanian Studies), 2005,  pp. 133-207, ISBN 978-973-7784-12-4.
- (EN) Paul Stephenson, Byzantium's Balkan Frontier: A Political Study of the Northern Balkans, 900-1204, Cambridge University Press, 2000, ISBN 978-0-521-02756-4.
- (HU) László Szegfű, Ajtony; Csanád, in Gyula Kristó, Pál Engel e Ferenc Makk, Korai magyar történeti lexikon (9-14. század) [Enciclopedia dell'Antica Storia Ungherese (IX-XIX secolo)], Akadémiai Kiadó, 1994,  pp. 32-33, 145, ISBN 963-05-6722-9.
- (EN) Sándor László Tóth, The Territories of the Hungarian Tribal Federation around 950 (Some Observations on Constantine VII's "Tourkia"), in Byzanz und Ostmitteleuropa, 950-1453: Beiträge zu einer table-ronde des XIX International Congress of Byzantine Studies, Copenhagen 1996 [Bisanzio e l'Europa centro-orientale, 950-1453: contributi sulle discussioni della tavola rotonda al 19º congresso internazionale sugli studi bizantini, Copenhagen 1996], Otto Harrassowitz, 1999,  pp. 23-34, ISBN 3-447-04146-3.